# Sinarka
De Sinarka (Russisch: Синарка) is een vulkaan op het eiland Sjiasjkotan dat deel uitmaakt van de Koerilen. Het eiland behoort thans tot Rusland, maar in het verleden tot Japan. De 934 meter hoge stratovulkaan barstte voor het laatst uit in 1878, waarbij het dorpje Ainu onder een lahar bedolven raakte.